# Silbersee (Lustadt)
Silbersee ist ein Landschaftsschutzgebiet (LSG) in der Gemarkung Lustadt im Landkreis Germersheim, Rheinland-Pfalz. Es trägt die Kennung 07‑LSG‑7334‑012 und umfasst etwa 8 Hektar in der Größe.

## Lage
Das Gebiet liegt südöstlich von Lustadt im Bellheimer Wald zwischen Bellheim und Westheim. Es gehört zu den insgesamt drei kleinen Landschaftsschutzgebieten im Landkreis Germersheim, neben „Erlenbachwiesen – Rote Hecke“ und „Heidenäcker – Druslach – Lachenäcker“. Die Landschaftsschutzgebiete Bienwald und Pfälzische Rheinauen sind jeweils landkreisübergreifend angelegt.

## Schutzzweck
Ziel der Ausweisung ist:
- Erhalt der landschaftlichen Eigenart mit Hecken, Uferbereichen und extensiv genutzten Wiesen,
- Schutz von Biotopflächen, die als Übergangszone zwischen offener Wasserfläche und Agrarlandschaft fungieren,
- Sicherung strukturreicher Lebensräume für Pflanzen und Tiere entlang des kleinen Sees.

## Ökologische Bedeutung
Das LSG umfasst Feucht‑ und Uferbereiche, die wichtige Funktionen als Biotopverbund spielen:
- Ufervegetation bietet Lebensraum für Amphibien, Insekten und Vogelarten,
- Übergangsflächen (Schilf, Ufergehölz) sind ökologisch wertvoll,
- Feuchtflächen wirken regulierend auf das Kleinklima in der Umgebung.

## Nutzung und Einschränkungen
- Das LSG bietet Raum für Naherholung, Naturbeobachtung und behutsames Spazieren.
- Naturschutzrechtlich sind Eingriffe wie Uferbefestigung, Vegetationsveränderung oder Freizeitnutzung nur mit Genehmigung zulässig.
- Regelungen orientieren sich am Landesnaturschutzgesetz Rheinland-Pfalz und sind über die Untere Naturschutzbehörde umzusetzen.